# Bahnhof Zarrentin (Meckl)
Der Bahnhof Zarrentin (Meckl) in Zarrentin am Schaalsee, Am Bahnhof 3, liegt an der Bahnstrecke Hagenow Land–Bad Oldesloe. Das Empfangsgebäude sowie Toiletten- und Güterschuppengebäude stehen unter Denkmalschutz.

## Geschichte
Der Abschnitt von Wittenburg nach Zarrentin ging am 1. Mai 1896 in Betrieb, die Verlängerung bis Bad Oldesloe folgte am 15. August 1897. Nach 1945 wurde die Strecke westlich von Zarrentin durch die Innerdeutsche Grenze unterbrochen, der Abschnitt vom Bahnhof bis zur Grenze bis 1952 abgebaut.
Von 1969 bis 1975 war der planmäßige Personenverkehr zwischen Hagenow und Zarrentin eingestellt, 2000 wurde er endgültig aufgelassen. 2004 wurden Bahnhof und Strecke an den Planungsverband Transportgewerbegebiet Valluhn/Gallin verkauft. Gelegentlicher Güterverkehr wird seit 2007 durch die TME-Torsten Meincke Eisenbahn GmbH (TME) durchgeführt. Die TME betreibt auch die Infrastruktur der Strecke und des Bahnhofs Zarrentin. Zwischen 2008 und 2010 ließ die Westmecklenburgische Eisenbahngesellschaft an einigen Tagen in der Sommersaison zwei Zugpaare als Schaalsee-Express zwischen Hagenow Land und Zarrentin verkehren.
Das verklinkerte Empfangsgebäude mit einem zweigeschossigen Hauptgebäude mit weit überstehendem Kraggesims und zwei eingeschossigen Flügelbauten als Güterschuppen (auf der Hagenower Seite) und einem weiteren Nebentrakt (auf der Bad Oldesloer Seite) stammt aus der Eröffnungszeit der Station. Es entstand nach einheitlichen Entwürfen als Typenbau mit örtlichen Anpassungen und umfasst im Erdgeschoss etwa 100 und im Obergeschoss rund 65 Quadratmeter Nutzfläche. Auffällig ist die geringe Dachneigung des Zentralgebäudes. In einem der Flügelbauten befand sich um 2003 zeitweise die Gaststätte Stellwerk. 2013 richtete der Eisenbahnverein Posten 12 zum zweiten Mal ein Bahnhofsfest aus. Die Bahnhofsgebäude sollen mit EU-Förderung zu einem Mehrgenerationenhaus umgebaut werden.
Ergänzt wurde das Ensemble um ein Toilettengebäude und ein Beamtenwohnhaus. An der Ladestraße befand sich eine Laderampe mit Viehbuchten.
Im Frühling 2021 erreichte nach vier Jahren Sperrung und Streckensanierung wieder ein Zug den Zarrentiner Bahnhof. Aktuell wird im Rahmen der „Mobilitätsoffensive Mecklenburg-Vorpommern“ diskutiert, ob der Schienenpersonennahverkehr Hagenow und Zarrentin wieder aufgenommen wird.